# Nazionale maschile di pallacanestro del Montenegro
La nazionale maschile di pallacanestro del Montenegro rappresenta il Montenegro nelle competizioni internazionali maschili di pallacanestro organizzate dalla FIBA ed è gestita dalla Federazione cestistica del Montenegro.
Il ranking FIBA è da considerarsi provvisorio, vista l'entrata dal 2009 nelle competizioni internazionali

## Storia

### Nazionale della RSF Yugoslavia (1935-1991)
Fino alla disgregazione della Repubblica Socialista Federale di Jugoslavia il Montenegro ha fatto parte della forte nazionale jugoslava.

### Nazionale di Serbia e Montenegro (1992-2006)
Nel periodo dal 1991 al 2006 ha partecipato alle competizioni internazionali con la nazionale di Serbia e Montenegro.

### Nazionale montenegrina (dal 2006)
La selezione del Montenegro si è formata nel 2006, in conseguenza della ottenuta indipendenza della nazione.
Nel 2009 vincendo lo spareggio con la Svezia è promossa in Division A, dove raccoglie risultati modesti.
Partecipa alle edizioni 2011 e 2013 dell'Eurobasket, anche qui con scarsissimi risultati.
Guidata da Bogdan Tanjević si qualifica per la fase finale del Campionato europeo 2017, dove supera la fase a gruppi venendo eliminata negli ottavi di finale dalla Lettonia.
Si qualifica anche all'europeo successivo del 2022 il 20 maggio dello stesso anno, ripescata come squadra con il miglior record (3-3) tra le squadre che non si sono qualificate tramite gli EuroBasket Qualifiers, al posto della Russia esclusa a seguito dell'invasione dell'Ucraina.
Nel 2023 ottiene per la seconda volta consecutiva la qualificazione a un Mondiale, dove viene eliminata al secondo turno.  

## Piazzamenti
Mondiali
- 2019 - 25°
- 2023 - 11°

Europei
- 2011 - 21°
- 2013 - 17°
- 2017 - 13°
- 2022 - 13°

Mediterranei
- 2009 - 7°

## Formazioni

### Mondiali
Campionato mondiale maschile di pallacanestro 20194 Vučević, 5 Needham, 6 Su. Šehović, 7 Radović, 8 Se. Šehović, 10 A. Popović, 11 Todorović, 14 Dubljević, 20 Ivanović, 23 Radončić, 30 P. Popović, 51 Bjelica,        All. Zvezdan Mitrović
Campionato mondiale maschile di pallacanestro 20232 Ilić, 3 Mihailović, 4 Vučević, 7 Slavković, 8 Radončić, 11 Radović, 14 Dubljević, 19 Simonović, 20 Ivanović, 22 Drobnjak, 30 Popović, 55 Perry,        All. Boško Radović

### Europei
Campionato europeo maschile di pallacanestro 20114 Vučević, 5 Jeretin, 6 Bakić, 7 Šćepanović, 8 Borisov, 9 Mihailović, 10 Cook, 11 Vraneš, 12 Bjelica, 13 Dragičević, 14 Peković, 15 Dašić,        All. Dejan Radonjić
Campionato europeo maschile di pallacanestro 20134 Vučević, 5 Bakić, 6 Su. Šehović, 7 A. Popović, 8 Se. Šehović, 9 Sekulić, 10 Ivanović, 11 Bjelica, 12 Rice, 13 M. Popović, 14 Dubljević, 15 Dašić,        All. Luka Pavićević
Campionato europeo maschile di pallacanestro 20172 Rice, 4 Vučević, 6 Šehović, 7 Pavličević, 8 Radončić, 11 Todorović, 14 Dubljević, 15 Barović, 17 Mihailović, 20 Ivanović, 21 Vranješ, 22 Đurišić,        All. Bogdan Tanjević
Campionato europeo maschile di pallacanestro 20220 Vučeljić, 2 Ilić, 3 Mihailović, 4 Pavličević, 8 Radončić, 9 Simonović, 11 Radović, 14 Dubljević, 19 Nikolić, 22 Drobnjak, 30 Popović, 55 Perry,        All. Boško Radović

### Giochi del Mediterraneo
Pallacanestro maschile ai XVI Giochi del MediterraneoBarović, Đoković, Ivanović, Knežević, Lalić, Lopičić, Miljanić, Savović, Šehović, Stojanović, Šutulović, Vučević, All. Dejan Radonjić

## Nazionali giovanili
- Selezioni giovanili della nazionale di pallacanestro del Montenegro